# Omar (gouverneur de Sfax)
Pour les articles homonymes, voir Omar.
Omar ibn Abû al-Hasan est un administrateur et chef militaire qui a été, sous le règne du roi Guillaume Ier de Sicile, le gouverneur de Sfax au sud de l'actuelle Tunisie, possession sicilo-normande à partir de 1148. Il devient ensuite l'un des chefs de la révolte musulmane contre la domination sicilienne en Afrique du Nord (1156-1160).

## Biographie
Gouverneur de Sfax pour le compte des Normands, Omar est le fils du cheikh Abû al-Hasan Al Feriani, capturé et emmené comme otage à Palerme, capitale du royaume de Sicile, lors de la conquête normande. En 1155 ou 1156, Abû al-Hasan écrit secrètement à son fils pour l'informer de la situation du royaume sicilien, divisé et affaibli par les incessantes révoltes des barons hostiles au roi Guillaume, et l'invite à organiser la révolte contre les chrétiens et à s'affranchir de la domination étrangère, sans se préoccuper du sort qui serait réservé à lui-même.
Omar sonne le début de la révolte et, le 25 février 1156, tous les chrétiens de Sfax sont massacrés. Selon l'historien Ibn Khaldoun, l'insurrection aurait eu pour cause la mauvaise administration des Normands qui auraient pressuré outre mesure la population musulmane. Pour l'historien Ferdinand Chalandon, il est possible qu'il en ait été ainsi, mais ce sont surtout les divergences religieuses qui paraissent avoir fait éclater la rébellion.
Lorsque le roi Guillaume de Sicile est mis au courant de la situation, il envoie une ambassade à Omar, le menaçant de tuer son père. Omar, pour montrer sa détermination, ordonne selon Ibn Khaldoun de faire célébrer en grande pompe les funérailles de son père toujours vivant. Devant le refus du gouverneur rebelle de se soumettre, Guillaume de Sicile fait exécuter Abû al-Hasan tandis qu'Omar propage la rébellion : Djerba, les Kerkennah, Gabès et la cité de Tripoli (actuelle Libye) se révoltent à leur tour. À Tripoli, tous les chevaliers normands sont faits prisonniers et un certain Abu Yahya ibn Matrouh prend la tête du gouvernement de la cité. Omar soulève Az Zawiyah puis, avec l'aide de tribus arabes, assiège Mahdia. La ville, bien fortifiée par les Normands et ravitaillée en vivres et en renforts par vingt vaisseaux envoyés de Sicile, résiste aux troupes d'Omar qui, abandonnées par les tribus arabes corrompues par les Normands, subissent une grave défaite en 1157 face aux troupes normandes (composées également de musulmans de Sicile). Il disparaît de l'histoire à ce moment, peut-être tué au combat.
Le 11 janvier 1160, après plusieurs mois de siège, Mahdia tombe définitivement aux mains de l'émir almohade Abd al-Mumin qui poursuit la lutte contre le royaume de Sicile : c'en est fini de la présence sicilo-normande en Afrique du Nord.